# Асаре (Латвия)

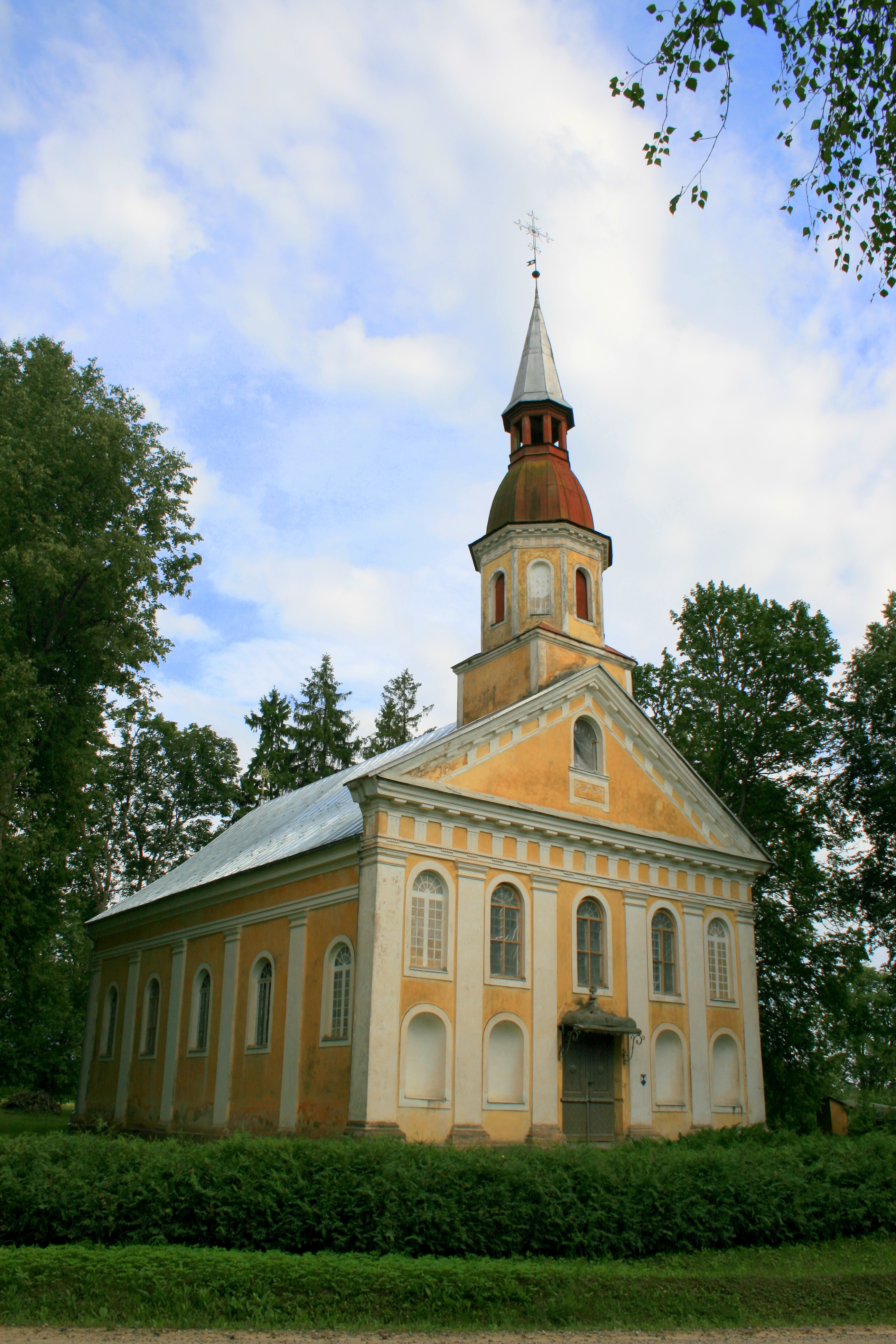
Лютеранская церковь

Асаре (латыш. Asare) — населённый пункт в Акнистском крае Латвии. Административный центр Асарской волости. Расстояние до города Екабпилс составляет около 66 км. По данным на 2016 год, в населённом пункте проживало 132 человека. Есть волостная администрация, начальная школа, дом культуры, библиотека, лютеранская церковь.

## История
Деревня развивалась на территории бывшего поместья Асаре (Ассерн). Ныне от поместья остались развалины и парк.
В советское время населённый пункт был центром Асарского сельсовета Екабпилсского района.